# 山东人民出版社
山东人民出版社是中华人民共和国山东省的出版社，成立于1951年1月1日，以出版人文社科图书为主，下属8个编辑、发行等业务室部和总编室、出版部、办公室、财务部等共12个部室。

## 歷史
1950年10月，山東省人民政府設立新聞出版處，對山東省出版、印刷、發行實行統一領導。1958年5月，山東省人民政府組建「政事企合一」的山東省出版事業管理局。1971年3月，山東省出版局成立。1983年2月，山東省出版局改為山東人民出版社，為山東省廳局級事業單位，內設出版管理處。1984年7月5日，山东人民出版社改为山东省出版总社，原政治经济理论编辑部独立为专业出版社。1987年9月15日，山東省新聞出版局成立，實行「政企分開、局社分離」的管理體制。
山東人民出版社總部，2005年時位於山东省济南市胜利大街39号，現位於山东省济南市英雄山路165号。

## 出版图书
- 《学人茶座》
- 《名家解读经典名著丛书》
- 《法理文库》
- 《中国人口通史》
- 《中国20世纪纪事本末》
- 《中国文化史》
- 《社会公正论》
- 《中国大势》
- 《政治伦理学前沿丛书》

## 外部連結
- 山东人民出版社 （页面存档备份，存于）